# Верный, Владимир Александрович
Владимир Александрович Верный (1901, с Васкауцы, Сорокский уезд, Бессарабская губерния, Российская империя — 26 мая 1938, Хабаровск, РСФСР) — советский партийный деятель, ответственный секретарь Владимирского губкома ВКП(б) в 1929, второй секретарь Амурского обкома ВКП (б) в 1933.

## Биография
Член РКП(б) с 1919.
- В 1924—1926 — 2-й, в 1926—1928 — 1-й секретарь Верхнеуфалейского райкома ВКП(б),
- 1929 — ответственный секретарь Владимирского губернского комитета ВКП(б),
- 1932—1933 — председатель организационного бюро Дальне-Восточного краевого комитета ВКП(б) по Амурской области, затем второй секретарь Амурского областного комитета ВКП(б),
- март–август 1933 — первый секретарь Амурского областного комитета ВКП(б),
- 1933—1934 — партийный организатор ЦК ВКП(б) «Дальпромстроя» (Комсомольск-на-Амуре Дальне-Восточного края),
- 1934—1935 — третий секретарь Дальне-Восточного краевого комитета ВКП(б),
- 1935—1937 — секретарь горкома ВКП(б) Комсомольска-на-Амуре, заведующий отделом руководящих партийных органов Дальне-Восточного краевого комитета ВКП(б).
- 1937 — секретарь Ростовского городского комитета ВКП(б);

20 августа 1937 был арестован, 28 мая 1938 — расстрелян. Посмертно реабилитирован в 1956.